# James Thornhill
sir James Thornhill (ur. 1675/1676, zm. 4 maja 1734) – angielski malarz epoki baroku, wyspecjalizowany w wielkoformatowych dekoracjach wnętrz budowli. Jego pierwszym dużym projektem była dekoracja sklepienia (1707-14) w Painted Hall w Greenwich Hospital w Greenwich, następnie zaś w Hampton Court (1714-15) i Blenheim (1716). Był także odpowiedzialny za dekorację kopuły, latarni i galerii szeptów w katedrze św. Pawła w Londynie. Thornhill prowadził także prywatną akademię sztuki, jednym z jego uczniów był jego późniejszy zięć, William Hogarth.